# 川名山町

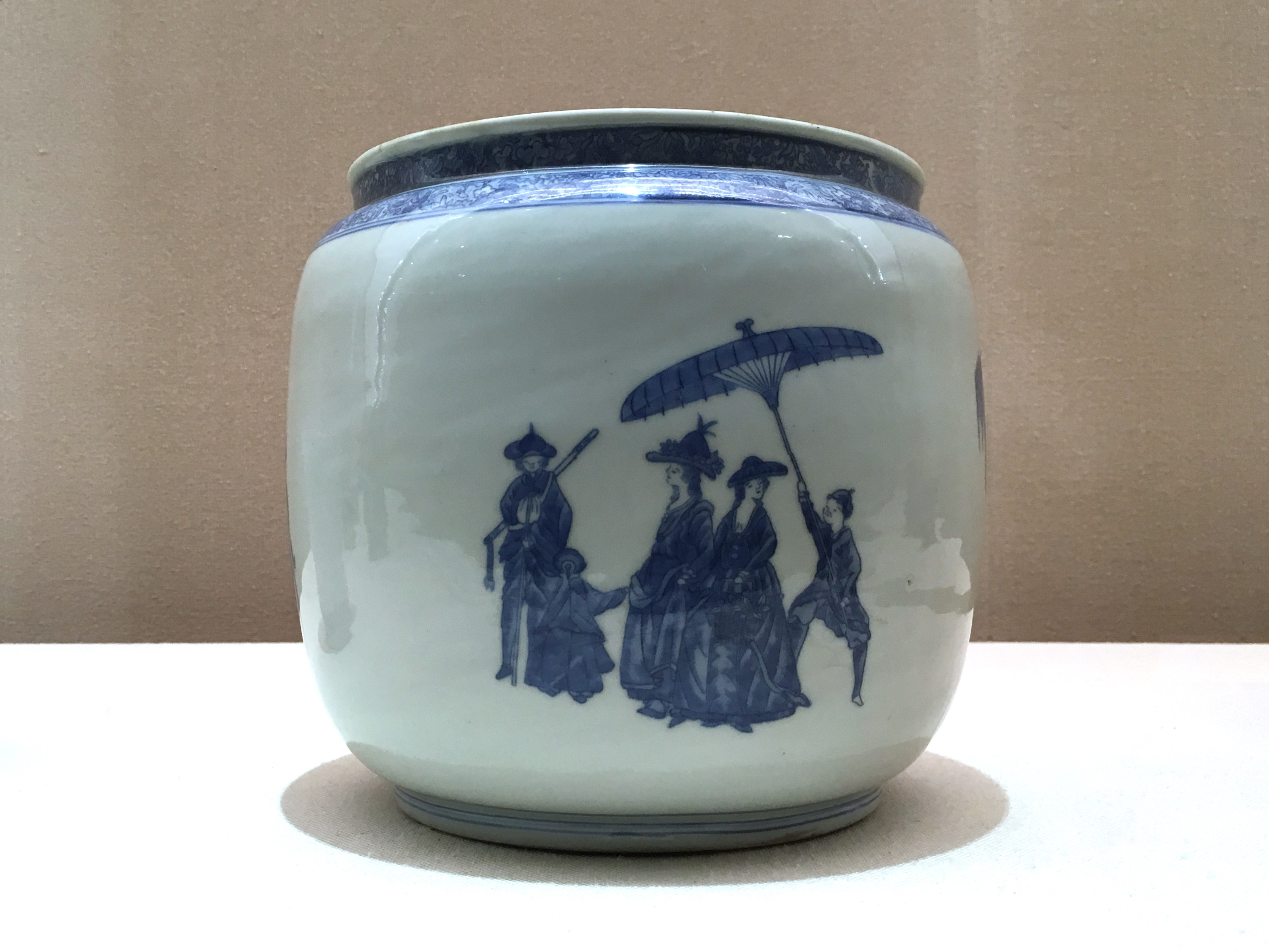
川名焼。川本治兵衛が銅版絵師笠井大五郎から習得した銅版転写法による作陶で知られる

川名山町（かわなやまちょう）は、愛知県名古屋市昭和区の地名。現行行政地名は丁番を持たない単独町名と川名山町1丁目。住居表示未実施。

## 地理
名古屋市昭和区東部に位置する。西は花見通、南は滝川町に接する。

## 歴史

### 沿革
- 1934年（昭和9年）10月1日 - 中区広路町の一部により、同区川名山町として成立する[1]。
- 1937年（昭和12年）10月1日 - 昭和区成立に伴い、同区川名山町となる[1]。
- 1942年（昭和17年）11月27日 - 広路町の一部を編入する[1]。

## 世帯数と人口
2019年（平成31年）1月1日現在の世帯数と人口は以下の通りである。
| 町丁     | 世帯数  | 人口    |
| -------- | ------- | ------- |
| 川名山町 | 784世帯 | 1,857人 |

### 人口の変遷
国勢調査による人口の推移
| 1995年（平成7年）  | 1,761人 | [ WEB 6 ]  |  |
| 2000年（平成12年） | 1,928人 | [ WEB 7 ]  |  |
| 2005年（平成17年） | 1,733人 | [ WEB 8 ]  |  |
| 2010年（平成22年） | 1,610人 | [ WEB 9 ]  |  |
| 2015年（平成27年） | 2,010人 | [ WEB 10 ] |  |

## 学区
市立小・中学校に通う場合、学校等は以下の通りとなる。また、公立高等学校に通う場合の学区は以下の通りとなる。
| 番・番地等 | 小学校               | 中学校               | 高等学校 |
| ---------- | -------------------- | -------------------- | -------- |
| 全域       | 名古屋市立滝川小学校 | 名古屋市立川名中学校 | 尾張学区 |

## 施設
- 曹洞宗香積院[2]
- 中京大学附属中京高等学校[2]
- 児童福祉センター[2]
- 聖霊病院[2]
- 昭和児童交通公園[2]

- 香積院
- 中京大学附属中京高等学校
- 聖霊病院

## その他

### 日本郵便
- 郵便番号 : 466-0827[WEB 3]（集配局：昭和郵便局[WEB 13]）。

### WEB
1. ↑  “愛知県名古屋市昭和区の町丁・字一覧”.   人口統計ラボ. 2017年5月21日閲覧。
2. 1 2  “町・丁目(大字)別、年齢(10歳階級)別公簿人口(全市・区別)”.   名古屋市 (2019年1月23日). 2019年1月23日閲覧。
3. 1 2  “郵便番号”.  日本郵便. 2019年1月6日閲覧。
4. ↑  “市外局番の一覧”.   総務省. 2019年1月6日閲覧。
5. ↑  名古屋市役所市民経済局地域振興部住民課町名表示係 (2015年10月21日). “昭和区の町名”.   名古屋市. 2017年5月21日閲覧。
6. ↑  総務省統計局 (2014年3月28日). “平成7年国勢調査の調査結果(e-Stat) - 男女別人口及び世帯数 －町丁・字等” (CSV). 2019年4月27日閲覧。
7. ↑  総務省統計局 (2014年5月30日). “平成12年国勢調査の調査結果(e-Stat) - 男女別人口及び世帯数 －町丁・字等” (CSV). 2019年4月27日閲覧。
8. ↑  総務省統計局 (2014年6月27日). “平成17年国勢調査の調査結果(e-Stat) - 男女別人口及び世帯数 －町丁・字等” (CSV). 2019年4月27日閲覧。
9. ↑  総務省統計局 (2012年1月20日). “平成22年国勢調査の調査結果(e-Stat) - 男女別人口及び世帯数 －町丁・字等” (CSV). 2019年4月27日閲覧。
10. ↑  総務省統計局 (2017年1月27日). “平成27年国勢調査の調査結果(e-Stat) - 男女別人口及び世帯数 －町丁・字等” (CSV). 2019年4月27日閲覧。
11. ↑  “市立小・中学校の通学区域一覧”.   名古屋市 (2018年11月10日). 2019年1月14日閲覧。
12. ↑  “平成29年度以降の愛知県公立高等学校（全日制課程）入学者選抜における通学区域並びに群及びグループ分け案について”.   愛知県教育委員会 (2015年2月16日). 2019年1月14日閲覧。
13. ↑  郵便番号簿 平成29年度版 - 日本郵便. 2019年01月06日閲覧 (PDF)

### 書籍
1. 1 2 3 4  名古屋市計画局 1992, p. 794.
2. 1 2 3 4 5 6 7  「角川日本地名大辞典」編纂委員会 1989, p. 1457.

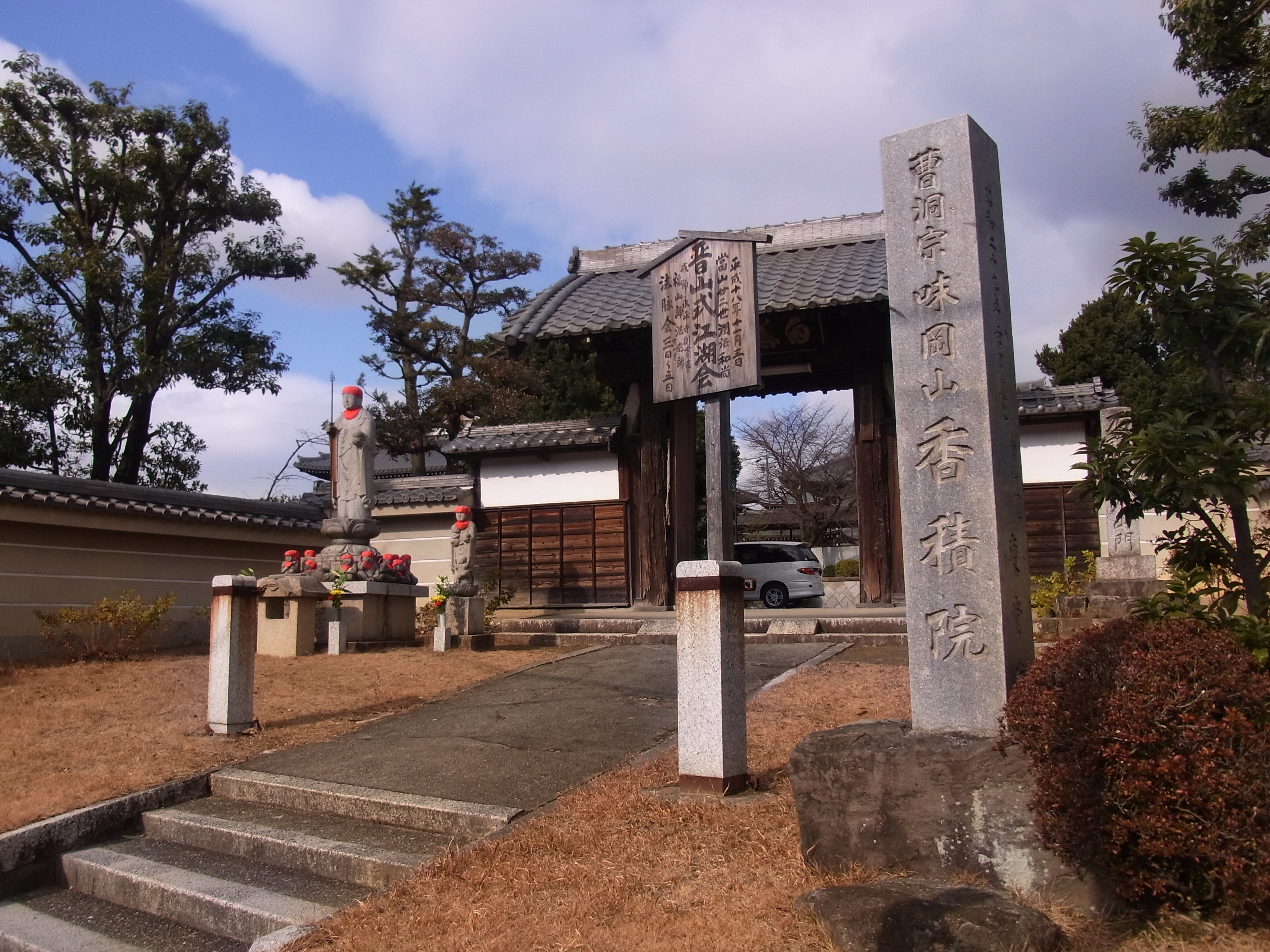
香積院
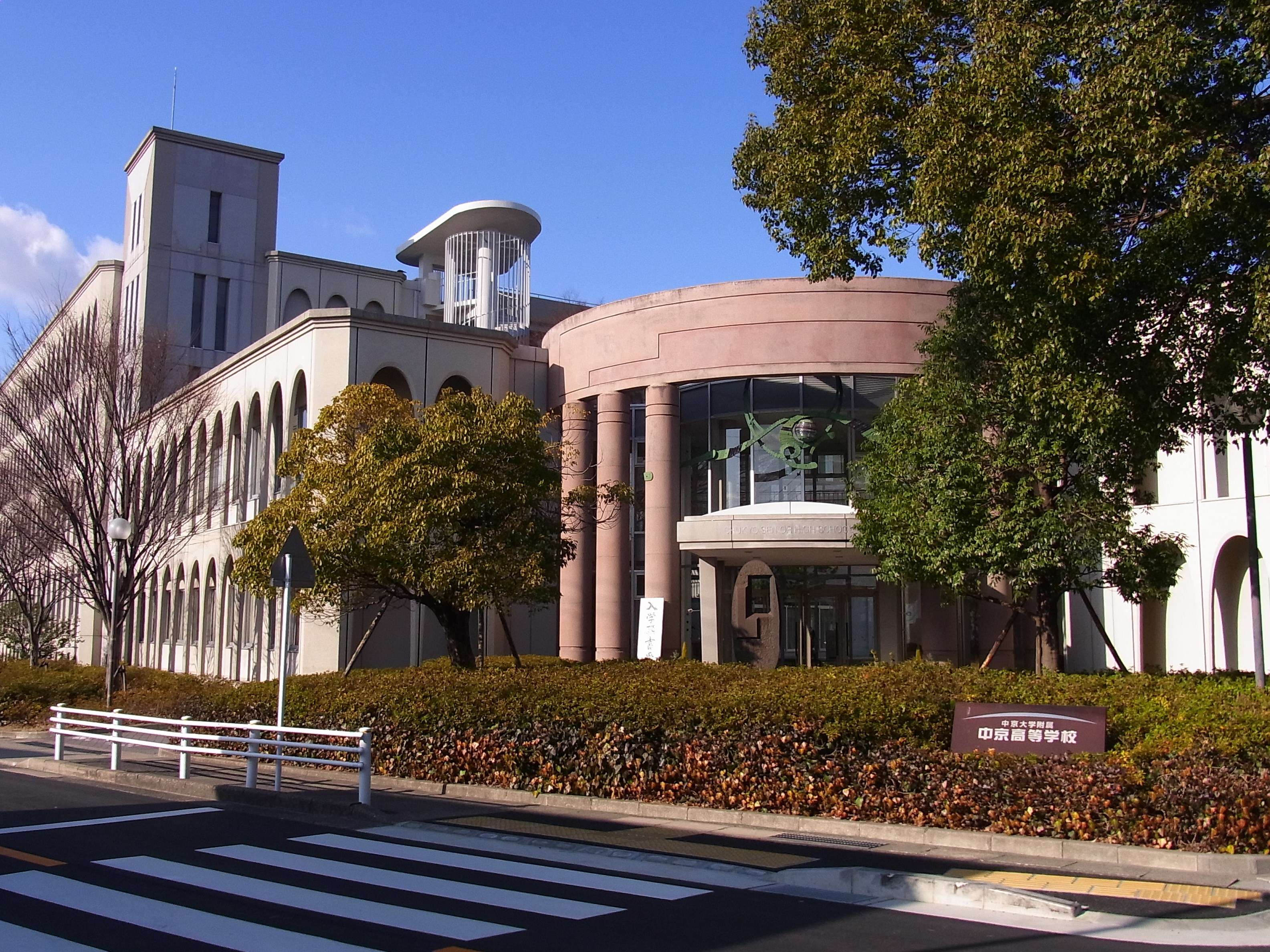
中京大学附属中京高等学校
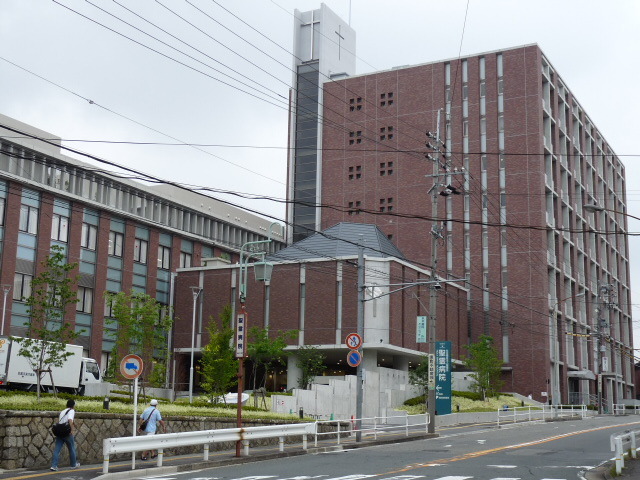
聖霊病院